# Революция Х
Революция Х е български романтичен музикален филм от 2018 г. Филмът е направен от създателите на сериала Революция Z. Във филма участват същите актьори, но този път на мястото на Джулия Бочева идва Гери-Никол.

## Резюме
Групата Революция Х заминава на първото си голямо турне на морето, но продуцентите налагат нова вокалистка, а именно популярната българска певица Гери-Никол, на която всички в групата се дразнят. Приятелката на китариста Боби – Мира, е свалена от участия, като солист и е принудена да се присъедини към училищния лагер на 197-о СОУ заедно с гаджето на Филип – Криси. Двете двойки планират да се виждат тайно и да изкарат романтична ваканция, но Директорът на училището-Богомил Цеков, има свой план за пътуването.